# Equipos participantes en la Copa Mundial de Fútbol de 2018

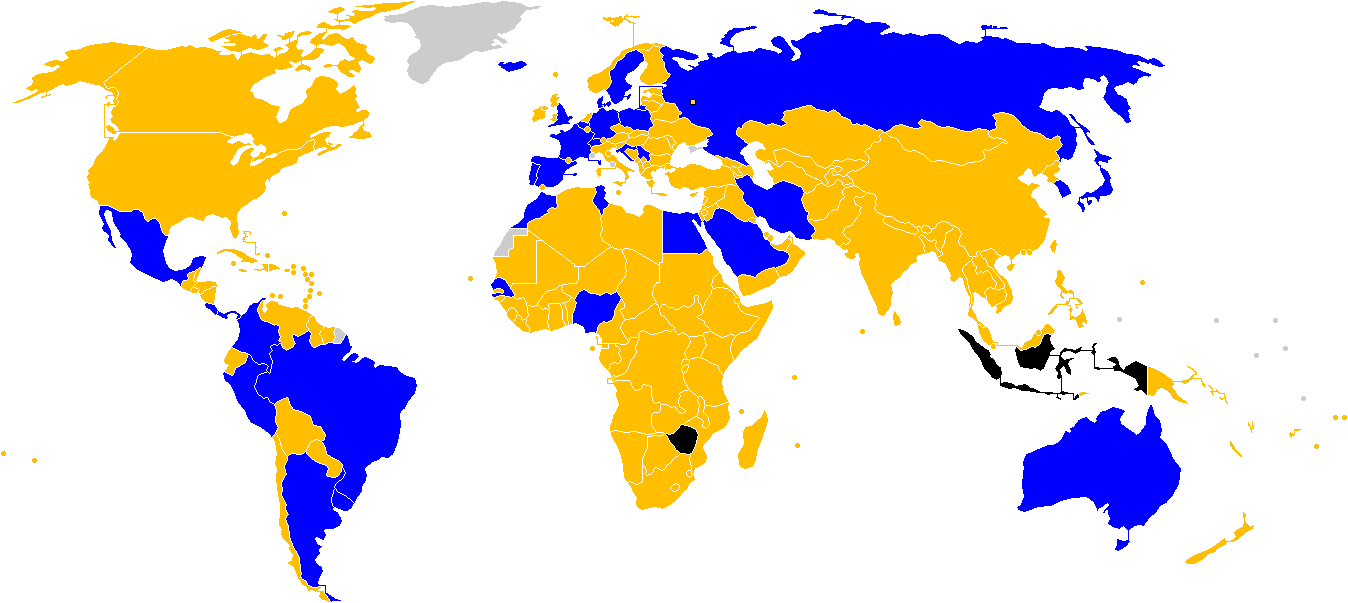
Selecciones clasificadas para el Mundial de 2018
Selecciones que no se clasificaron
Equipos suspendidos
Países que no son miembros de la FIFA

La XXI Copa Mundial de Fútbol se celebró en Rusia entre el 14 de junio y el 15 de julio de 2018. Para su fase final se clasificaron 32 selecciones. Dichas selecciones fueron divididas en 8 grupos de cuatro, para posteriormente proseguir por eliminación directa hasta determinar el campeón.

## Equipos
Previamente, 210 equipos se inscribieron para el proceso clasificatorio de cada confederación, clasificando finalmente: 14 equipos de Europa (incluyendo el organizador), 3 de Norteamérica, 5 de África, 5 de Asia (incluyendo uno a través de la repesca con Norteamérica) y 5 de Sudamérica (incluyendo uno a través de la repesca con Oceanía). De estos, dos equipos participan por primera vez en estas instancias.
Los equipos participantes en dicho torneo son:
| Equipo (ver en detalle) | Equipo (ver en detalle) | Equipo (ver en detalle) | Participaciones | Participaciones | Participaciones |
| Equipo (ver en detalle) | Equipo (ver en detalle) | Equipo (ver en detalle) | Total           | Cons.           | Última          |
| ----------------------- | ----------------------- | ----------------------- | --------------- | --------------- | --------------- |
|                         | Alemania                | 4/4 estrellas           | 19              | 17              | 2014            |
|                         | Arabia Saudita          |                         | 5               | 1               | 2006            |
|                         | Argentina               | 2/2 estrellas           | 17              | 12              | 2014            |
|                         | Australia               |                         | 5               | 4               | 2014            |
|                         | Bélgica                 |                         | 13              | 2               | 2014            |
|                         | Brasil                  | 5/5 estrellas           | 21              | 21              | 2014            |
|                         | Colombia                |                         | 6               | 2               | 2014            |
|                         | Corea del Sur           |                         | 10              | 9               | 2014            |
|                         | Costa Rica              |                         | 5               | 2               | 2014            |
|                         | Croacia                 |                         | 5               | 2               | 2014            |
|                         | Dinamarca               |                         | 5               | 1               | 2010            |
|                         | Egipto                  |                         | 3               | 1               | 1990            |
|                         | España                  | 1/1 estrellas           | 15              | 11              | 2014            |
|                         | Francia                 | 1/1 estrellas           | 15              | 6               | 2014            |
|                         | Inglaterra              | 1/1 estrellas           | 15              | 6               | 2014            |
|                         | Irán                    |                         | 5               | 2               | 2014            |
|                         | Islandia                |                         | 1               | 1               | —               |
|                         | Japón                   |                         | 6               | 6               | 2014            |
|                         | Marruecos               |                         | 5               | 1               | 1998            |
|                         | México                  |                         | 16              | 7               | 2014            |
|                         | Nigeria                 |                         | 6               | 3               | 2014            |
|                         | Panamá                  |                         | 1               | 1               | —               |
|                         | Perú                    |                         | 5               | 1               | 1982            |
|                         | Polonia                 |                         | 8               | 1               | 2006            |
|                         | Portugal                |                         | 7               | 5               | 2014            |
|                         | Rusia                   |                         | 11              | 2               | 2014            |
|                         | Senegal                 |                         | 2               | 1               | 2002            |
|                         | Serbia                  |                         | 12              | 1               | 2010            |
|                         | Suecia                  |                         | 12              | 1               | 2006            |
|                         | Suiza                   |                         | 11              | 4               | 2014            |
|                         | Túnez                   |                         | 5               | 1               | 2006            |
|                         | Uruguay                 | 2/2 estrellas           | 13              | 3               | 2014            |

## Lista de jugadores
Cada selección debe presentar para la Copa Mundial de 2018 a 23 jugadores (3 de los cuales deben ser guardametas). Cada asociación participante tiene que confirmar sus 23 jugadores hasta 10 días antes del inicio del torneo.
Los equipos están permitidos a realizar cambios de último momento por una lesión seria, hasta 24 horas antes de su primer partido.

### Grupo A

#### Rusia
| #     | Nombre               | Posición             | Edad                 | PJ Sel               | G                    | Club                     |
| ----- | -------------------- | -------------------- | -------------------- | -------------------- | -------------------- | ------------------------ |
| 1     | Ígor Akinféyev       | Portero              | 32                   | 111                  | 0                    | CSKA Moscú               |
| 2     | Mário Fernandes      | Defensa              | 27                   | 10                   | 1                    | CSKA Moscú               |
| 3     | Iliá Kutépov         | Defensa              | 24                   | 12                   | 0                    | Spartak de Moscú         |
| 4     | Serguéi Ignashévich  | Defensa              | 38                   | 127                  | 9                    | CSKA Moscú               |
| 5     | Andréi Semiónov      | Defensa              | 29                   | 6                    | 0                    | Ajmat Grozni             |
| 6     | Denís Chéryshev      | Centrocampista       | 27                   | 16                   | 4                    | Villarreal               |
| 7     | Daler Kuziáyev       | Centrocampista       | 25                   | 11                   | 0                    | Zenit de San Petersburgo |
| 8     | Yuri Gazinski        | Centrocampista       | 28                   | 10                   | 1                    | Krasnodar                |
| 9     | Alán Dzagóyev        | Centrocampista       | 27                   | 59                   | 9                    | CSKA Moscú               |
| 10    | Fiódor Smólov        | Delantero            | 28                   | 37                   | 12                   | Krasnodar                |
| 11    | Román Zobnin         | Centrocampista       | 24                   | 17                   | 0                    | Spartak de Moscú         |
| 12    | Andréi Luniov        | Portero              | 26                   | 3                    | 0                    | Zenit de San Petersburgo |
| 13    | Fiódor Kudriashov    | Defensa              | 31                   | 23                   | 0                    | Rubin Kazán              |
| 14    | Vladímir Granat      | Defensa              | 31                   | 13                   | 1                    | Rubin Kazán              |
| 15    | Alekséi Miranchuk    | Centrocampista       | 22                   | 19                   | 4                    | Lokomotiv Moscú          |
| 16    | Antón Miranchuk      | Centrocampista       | 22                   | 6                    | 0                    | Lokomotiv Moscú          |
| 17    | Aleksandr Golovín    | Centrocampista       | 22                   | 23                   | 3                    | CSKA Moscú               |
| 18    | Yuri Zhirkov         | Centrocampista       | 34                   | 87                   | 2                    | Zenit de San Petersburgo |
| 19    | Aleksandr Samédov    | Centrocampista       | 33                   | 53                   | 7                    | Spartak de Moscú         |
| 20    | Vladímir Gabúlov     | Portero              | 34                   | 10                   | 0                    | Brujas                   |
| 21    | Aleksandr Yerojin    | Centrocampista       | 28                   | 19                   | 0                    | Zenit de San Petersburgo |
| 22    | Artiom Dziuba        | Delantero            | 29                   | 28                   | 14                   | Arsenal Tula             |
| 23    | Ígor Smólnikov       | Defensa              | 29                   | 28                   | 0                    | Zenit de San Petersburgo |
| D. T. | Stanislav Cherchésov | Stanislav Cherchésov | Stanislav Cherchésov | Stanislav Cherchésov | Stanislav Cherchésov | Stanislav Cherchésov     |

#### Arabia Saudita
| #     | Nombre                | Posición           | Edad               | PJ Sel             | G                  | Club               |
| ----- | --------------------- | ------------------ | ------------------ | ------------------ | ------------------ | ------------------ |
| 1     | Abdullah Al-Mayouf    | Portero            | 31                 | 9                  | 0                  | Al-Hilal           |
| 2     | Mansoor Al-Harbi      | Defensa            | 30                 | 39                 | 1                  | Al-Ahli            |
| 3     | Osama Hawsawi         | Defensa            | 34                 | 138                | 7                  | Al-Hilal           |
| 4     | Ali Al-Bulaihi        | Defensa            | 28                 | 5                  | 0                  | Al-Hilal           |
| 5     | Omar Hawsawi          | Defensa            | 32                 | 41                 | 3                  | Al-Nassr           |
| 6     | Mohammed Al-Breik     | Defensa            | 25                 | 12                 | 0                  | Al-Hilal           |
| 7     | Salman Al-Faraj       | Centrocampista     | 28                 | 42                 | 3                  | Al-Hilal           |
| 8     | Yahya Al-Shehri       | Centrocampista     | 27                 | 58                 | 7                  | Leganés            |
| 9     | Hattan Bahebri        | Centrocampista     | 25                 | 8                  | 0                  | Al-Shabab          |
| 10    | Mohammad Al-Sahlawi   | Delantero          | 31                 | 42                 | 28                 | Al-Nassr           |
| 11    | Abdulmalek Al-Khaibri | Centrocampista     | 32                 | 33                 | 0                  | Al-Hilal           |
| 12    | Mohamed Kanno         | Centrocampista     | 23                 | 7                  | 1                  | Al-Hilal           |
| 13    | Yasir Al-Shahrani     | Defensa            | 26                 | 38                 | 0                  | Al-Hilal           |
| 14    | Abdullah Otayf        | Centrocampista     | 25                 | 16                 | 1                  | Al-Hilal           |
| 15    | Abdullah Al-Khaibari  | Centrocampista     | 21                 | 5                  | 0                  | Al-Shabab          |
| 16    | Housain Al-Mogahwi    | Centrocampista     | 30                 | 18                 | 1                  | Al-Ahli            |
| 17    | Taiseer Al Jassam     | Centrocampista     | 33                 | 134                | 19                 | Al-Ahli            |
| 18    | Salem Al-Dawsari      | Centrocampista     | 26                 | 34                 | 5                  | Villarreal         |
| 19    | Fahad Al-Muwallad     | Delantero          | 23                 | 48                 | 10                 | Levante            |
| 20    | Muhannad Assiri       | Delantero          | 31                 | 19                 | 4                  | Al-Ahli            |
| 21    | Yasser Al-Mosailem    | Portero            | 34                 | 33                 | 0                  | Al-Ahli            |
| 22    | Mohammed Al-Owais     | Portero            | 26                 | 7                  | 0                  | Al-Ahli            |
| 23    | Motaz Hawsawi         | Defensa            | 26                 | 17                 | 0                  | Al-Ahli            |
| D. T. | Juan Antonio Pizzi    | Juan Antonio Pizzi | Juan Antonio Pizzi | Juan Antonio Pizzi | Juan Antonio Pizzi | Juan Antonio Pizzi |

#### Egipto
| #     | Nombre              | Posición       | Edad         | PJ Sel       | G            | Club                 |
| ----- | ------------------- | -------------- | ------------ | ------------ | ------------ | -------------------- |
| 1     | Essam El-Hadary     | Portero        | 45           | 159          | 0            | Al-Taawoun           |
| 2     | Ali Gabr            | Defensa        | 29           | 25           | 1            | West Bromwich Albion |
| 3     | Ahmed Al-Muhammadi  | Defensa        | 30           | 84           | 2            | Aston Villa          |
| 4     | Omar Gaber          | Centrocampista | 26           | 24           | 0            | Los Angeles          |
| 5     | Sam Morsy           | Centrocampista | 26           | 6            | 0            | Wigan Athletic       |
| 6     | Ahmed Hegazy        | Defensa        | 27           | 48           | 1            | West Bromwich Albion |
| 7     | Ahmed Fathy         | Defensa        | 33           | 131          | 3            | Al-Ahly              |
| 8     | Tarek Hamed         | Centrocampista | 29           | 26           | 0            | Zamalek              |
| 9     | Marwan Mohsen       | Delantero      | 29           | 25           | 4            | Al-Ahly              |
| 10    | Mohamed Salah       | Delantero      | 25           | 58           | 37           | Liverpool            |
| 11    | Mahmoud Kahraba     | Delantero      | 24           | 25           | 3            | Al-Ittihad           |
| 12    | Ayman Ashraf        | Defensa        | 27           | 3            | 1            | Al-Ahly              |
| 13    | Mohamed Abdel-Shafy | Defensa        | 32           | 55           | 2            | Al-Fateh             |
| 14    | Ramadan Sobhi       | Delantero      | 21           | 28           | 1            | Stoke City           |
| 15    | Mahmoud Hamdy       | Defensa        | 23           | 1            | 0            | Zamalek              |
| 16    | Sherif Ekramy       | Portero        | 34           | 23           | 0            | Al-Ahly              |
| 17    | Mohamed Elneny      | Centrocampista | 25           | 64           | 5            | Arsenal              |
| 18    | Shikabala           | Delantero      | 32           | 32           | 2            | Al-Raed              |
| 19    | Abdallah Said       | Centrocampista | 32           | 41           | 6            | KuPS                 |
| 20    | Saad Samir          | Defensa        | 29           | 11           | 0            | Al-Ahly              |
| 21    | Trézéguet           | Centrocampista | 23           | 29           | 2            | Kasımpaşa            |
| 22    | Amr Warda           | Delantero      | 24           | 20           | 0            | Atromitos            |
| 23    | Mohamed El-Shenawy  | Portero        | 29           | 5            | 0            | Al-Ahly              |
| D. T. | Héctor Cúper        | Héctor Cúper   | Héctor Cúper | Héctor Cúper | Héctor Cúper | Héctor Cúper         |

#### Uruguay
| #     | Nombre                   | Posición                 | Edad                     | PJ Sel                   | G                        | Club                     |
| ----- | ------------------------ | ------------------------ | ------------------------ | ------------------------ | ------------------------ | ------------------------ |
| 1     | Fernando Muslera         | Portero                  | 32                       | 102                      | 0                        | Galatasaray              |
| 2     | José Giménez             | Defensa                  | 23                       | 46                       | 6                        | Atlético de Madrid       |
| 3     | Diego Godín              | Defensa                  | 32                       | 121                      | 8                        | Atlético de Madrid       |
| 4     | Guillermo Varela         | Defensa                  | 25                       | 5                        | 0                        | Peñarol                  |
| 5     | Carlos Sánchez           | Centrocampista           | 33                       | 38                       | 1                        | Monterrey                |
| 6     | Rodrigo Bentancur        | Centrocampista           | 20                       | 12                       | 0                        | Juventus                 |
| 7     | Cristian Rodríguez       | Centrocampista           | 32                       | 110                      | 11                       | Peñarol                  |
| 8     | Nahitan Nández           | Centrocampista           | 22                       | 17                       | 0                        | Boca Juniors             |
| 9     | Luis Suárez              | Delantero                | 31                       | 103                      | 53                       | Barcelona                |
| 10    | Giorgian De Arrascaeta   | Centrocampista           | 24                       | 16                       | 2                        | Cruzeiro                 |
| 11    | Cristhian Stuani         | Delantero                | 31                       | 43                       | 5                        | Girona                   |
| 12    | Martín Campaña           | Portero                  | 29                       | 1                        | 0                        | Independiente            |
| 13    | Gastón Silva             | Defensa                  | 24                       | 17                       | 0                        | Independiente            |
| 14    | Lucas Torreira           | Centrocampista           | 22                       | 8                        | 0                        | Sampdoria                |
| 15    | Matías Vecino            | Centrocampista           | 26                       | 27                       | 1                        | Inter de Milán           |
| 16    | Maxi Pereira             | Defensa                  | 34                       | 125                      | 3                        | Porto                    |
| 17    | Diego Laxalt             | Centrocampista           | 25                       | 10                       | 0                        | Genoa                    |
| 18    | Maxi Gómez               | Delantero                | 21                       | 7                        | 0                        | Celta de Vigo            |
| 19    | Sebastián Coates         | Defensa                  | 27                       | 31                       | 1                        | Sporting de Lisboa       |
| 20    | Jonathan Urretaviscaya   | Delantero                | 28                       | 5                        | 0                        | Monterrey                |
| 21    | Edinson Cavani           | Delantero                | 31                       | 105                      | 45                       | Paris Saint-Germain      |
| 22    | Martín Cáceres           | Defensa                  | 31                       | 81                       | 4                        | Lazio                    |
| 23    | Martín Silva             | Portero                  | 35                       | 11                       | 0                        | Vasco da Gama            |
| D. T. | Óscar Washington Tabárez | Óscar Washington Tabárez | Óscar Washington Tabárez | Óscar Washington Tabárez | Óscar Washington Tabárez | Óscar Washington Tabárez |

### Grupo B

#### España
| #     | Nombre            | Posición        | Edad            | PJ Sel          | G               | Club               |
| ----- | ----------------- | --------------- | --------------- | --------------- | --------------- | ------------------ |
| 1     | David de Gea      | Portero         | 27              | 33              | 0               | Manchester United  |
| 2     | Dani Carvajal     | Defensa         | 26              | 18              | 0               | Real Madrid        |
| 3     | Gerard Piqué      | Defensa         | 31              | 102             | 5               | Barcelona          |
| 4     | Nacho Fernández   | Defensa         | 28              | 19              | 1               | Real Madrid        |
| 5     | Sergio Busquets   | Centrocampista  | 29              | 107             | 2               | Barcelona          |
| 6     | Andrés Iniesta    | Centrocampista  | 34              | 131             | 13              | Barcelona          |
| 7     | Saúl Ñíguez       | Centrocampista  | 23              | 10              | 0               | Atlético de Madrid |
| 8     | Koke              | Centrocampista  | 26              | 43              | 0               | Atlético de Madrid |
| 9     | Rodrigo           | Delantero       | 27              | 9               | 2               | Valencia           |
| 10    | Thiago Alcántara  | Centrocampista  | 27              | 31              | 2               | Bayern Múnich      |
| 11    | Lucas Vázquez     | Delantero       | 26              | 9               | 0               | Real Madrid        |
| 12    | Álvaro Odriozola  | Defensa         | 22              | 4               | 1               | Real Sociedad      |
| 13    | Kepa Arrizabalaga | Portero         | 23              | 1               | 0               | Athletic Club      |
| 14    | César Azpilicueta | Defensa         | 28              | 22              | 0               | Chelsea            |
| 15    | Sergio Ramos      | Defensa         | 32              | 156             | 13              | Real Madrid        |
| 16    | Nacho Monreal     | Defensa         | 32              | 22              | 1               | Arsenal            |
| 17    | Iago Aspas        | Delantero       | 30              | 13              | 6               | Celta de Vigo      |
| 18    | Jordi Alba        | Defensa         | 29              | 66              | 8               | Barcelona          |
| 19    | Diego Costa       | Delantero       | 29              | 24              | 10              | Atlético de Madrid |
| 20    | Marco Asensio     | Centrocampista  | 22              | 15              | 0               | Real Madrid        |
| 21    | David Silva       | Delantero       | 32              | 125             | 35              | Manchester City    |
| 22    | Isco              | Centrocampista  | 26              | 32              | 11              | Real Madrid        |
| 23    | Pepe Reina        | Portero         | 35              | 36              | 0               | Napoli             |
| D. T. | Fernando Hierro   | Fernando Hierro | Fernando Hierro | Fernando Hierro | Fernando Hierro | Fernando Hierro    |

#### Irán
| #     | Nombre                   | Posición       | Edad           | PJ Sel         | G              | Club              |
| ----- | ------------------------ | -------------- | -------------- | -------------- | -------------- | ----------------- |
| 1     | Alireza Beiranvand       | Portero        | 25             | 25             | 0              | Persépolis        |
| 2     | Mehdi Torabi             | Centrocampista | 23             | 15             | 4              | Saipa             |
| 3     | Ehsan Hajsafi            | Defensa        | 28             | 97             | 6              | Olympiacos        |
| 4     | Rouzbeh Cheshmi          | Defensa        | 24             | 10             | 1              | Esteghlal         |
| 5     | Milad Mohammadi          | Defensa        | 24             | 21             | 0              | Ajmat Grozni      |
| 6     | Saeid Ezatolahi          | Centrocampista | 21             | 27             | 2              | Amkar Perm        |
| 7     | Masoud Shojaei           | Centrocampista | 34             | 75             | 8              | AEK Atenas        |
| 8     | Morteza Pouraliganji     | Defensa        | 26             | 30             | 2              | Al-Sadd           |
| 9     | Omid Ebrahimi            | Centrocampista | 30             | 32             | 0              | Esteghlal         |
| 10    | Karim Ansarifard         | Delantero      | 28             | 67             | 19             | Olympiacos        |
| 11    | Vahid Amiri              | Centrocampista | 30             | 38             | 1              | Persépolis        |
| 12    | Mohammad Rashid Mazaheri | Portero        | 29             | 3              | 0              | Zob Ahan          |
| 13    | Mohammad Reza Khanzadeh  | Defensa        | 27             | 8              | 1              | Padideh           |
| 14    | Saman Ghoddos            | Delantero      | 24             | 10             | 1              | Östersund         |
| 15    | Pejman Montazeri         | Defensa        | 34             | 46             | 1              | Esteghlal         |
| 16    | Reza Ghoochannejhad      | Delantero      | 30             | 43             | 17             | Heerenveen        |
| 17    | Mehdi Taremi             | Delantero      | 25             | 29             | 11             | Al-Gharafa        |
| 18    | Alireza Jahanbakhsh      | Delantero      | 24             | 41             | 4              | AZ                |
| 19    | Majid Hosseini           | Defensa        | 21             | 4              | 0              | Esteghlal         |
| 20    | Sardar Azmoun            | Delantero      | 23             | 35             | 23             | Rubin Kazán       |
| 21    | Ashkan Dejagah           | Delantero      | 31             | 45             | 9              | Nottingham Forest |
| 22    | Amir Abedzadeh           | Portero        | 25             | 1              | 0              | Marítimo          |
| 23    | Ramin Rezaeian           | Defensa        | 28             | 29             | 2              | Oostende          |
| D. T. | Carlos Queiroz           | Carlos Queiroz | Carlos Queiroz | Carlos Queiroz | Carlos Queiroz | Carlos Queiroz    |

#### Marruecos
| #     | Nombre                 | Posición       | Edad         | PJ Sel       | G            | Club                    |
| ----- | ---------------------- | -------------- | ------------ | ------------ | ------------ | ----------------------- |
| 1     | Yassine Bounou         | Portero        | 27           | 34           | 0            | Girona                  |
| 2     | Achraf Hakimi          | Defensa        | 19           | 15           | 1            | Real Madrid             |
| 3     | Hamza Mendyl           | Defensa        | 20           | 16           | 0            | Lille                   |
| 4     | Manuel da Costa        | Defensa        | 32           | 30           | 2            | Estambul Başakşehir     |
| 5     | Mehdi Benatia          | Defensa        | 31           | 62           | 4            | Juventus                |
| 6     | Romain Saïss           | Defensa        | 28           | 28           | 2            | Wolverhampton Wanderers |
| 7     | Hakim Ziyech           | Centrocampista | 25           | 21           | 10           | Ajax                    |
| 8     | Karim El Ahmadi        | Centrocampista | 33           | 55           | 1            | Feyenoord               |
| 9     | Ayoub El Kaabi         | Delantero      | 24           | 5            | 2            | Renaissance de Berkane  |
| 10    | Younès Belhanda        | Centrocampista | 28           | 53           | 5            | Galatasaray             |
| 11    | Fayçal Fajr            | Centrocampista | 29           | 26           | 2            | Getafe                  |
| 12    | Munir Mohamedi         | Portero        | 29           | 36           | 0            | Numancia                |
| 13    | Khalid Boutaïb         | Delantero      | 31           | 22           | 10           | Yeni Malatyaspor        |
| 14    | Mbark Boussoufa        | Centrocampista | 33           | 64           | 7            | Al-Jazira               |
| 15    | Youssef Aït Bennasser  | Centrocampista | 21           | 14           | 0            | Caen                    |
| 16    | Nordin Amrabat         | Centrocampista | 31           | 48           | 4            | Leganés                 |
| 17    | Nabil Dirar            | Defensa        | 32           | 40           | 5            | Fenerbahçe              |
| 18    | Amine Harit            | Centrocampista | 20           | 8            | 0            | Schalke 04              |
| 19    | Youssef En-Nesyri      | Delantero      | 21           | 17           | 3            | Málaga                  |
| 20    | Aziz Bouhaddouz        | Delantero      | 31           | 17           | 3            | San Pauli               |
| 21    | Sofyan Amrabat         | Centrocampista | 21           | 7            | 0            | Feyenoord               |
| 22    | Ahmed Reda Tagnaouti   | Portero        | 22           | 5            | 0            | Ittihad Tanger          |
| 23    | Mehdi Carcela-González | Centrocampista | 28           | 22           | 1            | Standard Lieja          |
| D. T. | Hervé Renard           | Hervé Renard   | Hervé Renard | Hervé Renard | Hervé Renard | Hervé Renard            |

#### Portugal
| #     | Nombre            | Posición        | Edad            | PJ Sel          | G               | Club               |
| ----- | ----------------- | --------------- | --------------- | --------------- | --------------- | ------------------ |
| 1     | Rui Patrício      | Portero         | 30              | 73              | 0               | Sporting de Lisboa |
| 2     | Bruno Alves       | Defensa         | 36              | 96              | 11              | Rangers            |
| 3     | Pepe              | Defensa         | 35              | 99              | 6               | Beşiktaş           |
| 4     | Manuel Fernandes  | Centrocampista  | 32              | 15              | 3               | Lokomotiv Moscú    |
| 5     | Raphaël Guerreiro | Defensa         | 24              | 28              | 2               | Borussia Dortmund  |
| 6     | José Fonte        | Defensa         | 34              | 35              | 0               | Dalian Yifang      |
| 7     | Cristiano Ronaldo | Delantero       | 33              | 154             | 85              | Real Madrid        |
| 8     | João Moutinho     | Centrocampista  | 31              | 113             | 7               | Mónaco             |
| 9     | André Silva       | Delantero       | 22              | 25              | 12              | Milan              |
| 10    | João Mário        | Centrocampista  | 25              | 40              | 2               | West Ham United    |
| 11    | Bernardo Silva    | Centrocampista  | 23              | 29              | 2               | Manchester City    |
| 12    | Anthony Lopes     | Portero         | 27              | 7               | 0               | Olympique de Lyon  |
| 13    | Rúben Dias        | Defensa         | 21              | 1               | 0               | Benfica            |
| 14    | William Carvalho  | Centrocampista  | 26              | 47              | 2               | Sporting de Lisboa |
| 15    | Ricardo Pereira   | Defensa         | 24              | 5               | 0               | Porto              |
| 16    | Bruno Fernandes   | Centrocampista  | 23              | 8               | 1               | Sporting de Lisboa |
| 17    | Gonçalo Guedes    | Delantero       | 21              | 14              | 3               | Valencia           |
| 18    | Gelson Martins    | Delantero       | 23              | 19              | 0               | Sporting de Lisboa |
| 19    | Mário Rui         | Defensa         | 27              | 4               | 0               | Napoli             |
| 20    | Ricardo Quaresma  | Delantero       | 34              | 80              | 10              | Beşiktaş           |
| 21    | Cédric            | Defensa         | 26              | 32              | 1               | Southampton        |
| 22    | Beto              | Portero         | 36              | 14              | 0               | Göztepe            |
| 23    | Adrien Silva      | Centrocampista  | 29              | 27              | 1               | Leicester City     |
| D. T. | Fernando Santos   | Fernando Santos | Fernando Santos | Fernando Santos | Fernando Santos | Fernando Santos    |

### Grupo C

#### Australia
| #     | Nombre           | Posición         | Edad             | PJ Sel           | G                | Club                     |
| ----- | ---------------- | ---------------- | ---------------- | ---------------- | ---------------- | ------------------------ |
| 1     | Mathew Ryan      | Portero          | 26               | 47               | 0                | Brighton & Hove Albion   |
| 2     | Milos Degenek    | Defensa          | 24               | 18               | 0                | Yokohama F. Marinos      |
| 3     | James Meredith   | Defensa          | 30               | 2                | 0                | Millwall                 |
| 4     | Tim Cahill       | Centrocampista   | 38               | 107              | 50               | Millwall                 |
| 5     | Mark Milligan    | Defensa          | 32               | 71               | 6                | Al-Ahli                  |
| 6     | Matthew Jurman   | Defensa          | 28               | 4                | 0                | Suwon Samsung Bluewings  |
| 7     | Mathew Leckie    | Delantero        | 27               | 56               | 8                | Hertha Berlín            |
| 8     | Massimo Luongo   | Centrocampista   | 25               | 36               | 5                | Queens Park Rangers      |
| 9     | Tomi Juric       | Delantero        | 26               | 38               | 8                | Lucerna                  |
| 10    | Robbie Kruse     | Delantero        | 29               | 67               | 5                | Bochum                   |
| 11    | Andrew Nabbout   | Delantero        | 25               | 6                | 1                | Urawa Red Diamonds       |
| 12    | Brad Jones       | Portero          | 36               | 6                | 0                | Feyenoord                |
| 13    | Aaron Mooy       | Centrocampista   | 27               | 37               | 5                | Huddersfield Town        |
| 14    | Jamie Maclaren   | Delantero        | 24               | 6                | 0                | Hibernian                |
| 15    | Mile Jedinak     | Centrocampista   | 33               | 79               | 20               | Aston Villa              |
| 16    | Aziz Behich      | Defensa          | 27               | 26               | 2                | Bursaspor                |
| 17    | Daniel Arzani    | Delantero        | 19               | 5                | 1                | Melbourne City           |
| 18    | Danny Vukovic    | Portero          | 33               | 1                | 0                | Genk                     |
| 19    | Josh Risdon      | Defensa          | 25               | 11               | 0                | Western Sydney Wanderers |
| 20    | Trent Sainsbury  | Defensa          | 26               | 38               | 3                | Grasshopper              |
| 21    | Dimitri Petratos | Delantero        | 25               | 2                | 0                | Newcastle Jets           |
| 22    | Jackson Irvine   | Centrocampista   | 25               | 22               | 2                | Hull City                |
| 23    | Tom Rogić        | Centrocampista   | 25               | 40               | 7                | Celtic                   |
| D. T. | Bert van Marwijk | Bert van Marwijk | Bert van Marwijk | Bert van Marwijk | Bert van Marwijk | Bert van Marwijk         |

#### Dinamarca
| #     | Nombre              | Posición       | Edad        | PJ Sel      | G           | Club                     |
| ----- | ------------------- | -------------- | ----------- | ----------- | ----------- | ------------------------ |
| 1     | Kasper Schmeichel   | Portero        | 31          | 39          | 0           | Leicester City           |
| 2     | Michael Krohn-Dehli | Centrocampista | 35          | 59          | 6           | Deportivo La Coruña      |
| 3     | Jannik Vestergaard  | Defensa        | 25          | 16          | 1           | Borussia Mönchengladbach |
| 4     | Simon Kjær          | Defensa        | 29          | 79          | 3           | Sevilla                  |
| 5     | Jonas Knudsen       | Defensa        | 25          | 4           | 0           | Ipswich Town             |
| 6     | Andreas Christensen | Defensa        | 22          | 20          | 1           | Chelsea                  |
| 7     | William Kvist       | Centrocampista | 33          | 81          | 2           | Copenhague               |
| 8     | Thomas Delaney      | Centrocampista | 26          | 31          | 4           | Werder Bremen            |
| 9     | Nicolai Jørgensen   | Delantero      | 27          | 34          | 8           | Feyenoord                |
| 10    | Christian Eriksen   | Centrocampista | 26          | 82          | 23          | Tottenham Hotspur        |
| 11    | Martin Braithwaite  | Delantero      | 27          | 24          | 1           | Girondins de Burdeos     |
| 12    | Kasper Dolberg      | Delantero      | 20          | 7           | 1           | Ajax                     |
| 13    | Mathias Jørgensen   | Defensa        | 28          | 15          | 1           | Huddersfield Town        |
| 14    | Henrik Dalsgaard    | Defensa        | 28          | 15          | 0           | Brentford                |
| 15    | Viktor Fischer      | Delantero      | 24          | 20          | 3           | Copenhague               |
| 16    | Jonas Lössl         | Portero        | 29          | 1           | 0           | Huddersfield Town        |
| 17    | Jens Stryger Larsen | Defensa        | 27          | 16          | 1           | Udinese                  |
| 18    | Lukas Lerager       | Centrocampista | 24          | 5           | 0           | Girondins de Burdeos     |
| 19    | Lasse Schøne        | Centrocampista | 32          | 39          | 3           | Ajax                     |
| 20    | Yussuf Poulsen      | Delantero      | 23          | 31          | 5           | RB Leipzig               |
| 21    | Andreas Cornelius   | Delantero      | 25          | 21          | 4           | Atalanta                 |
| 22    | Frederik Rønnow     | Portero        | 25          | 6           | 0           | Brøndby                  |
| 23    | Pione Sisto         | Delantero      | 23          | 18          | 1           | Celta de Vigo            |
| D. T. | Åge Hareide         | Åge Hareide    | Åge Hareide | Åge Hareide | Åge Hareide | Åge Hareide              |

#### Francia
| #     | Nombre            | Posición         | Edad             | PJ Sel           | G                | Club                  |
| ----- | ----------------- | ---------------- | ---------------- | ---------------- | ---------------- | --------------------- |
| 1     | Hugo Lloris       | Portero          | 31               | 104              | 0                | Tottenham Hotspur     |
| 2     | Benjamin Pavard   | Defensa          | 22               | 12               | 1                | Stuttgart             |
| 3     | Presnel Kimpembe  | Defensa          | 22               | 3                | 0                | Paris Saint-Germain   |
| 4     | Raphaël Varane    | Defensa          | 25               | 49               | 3                | Real Madrid           |
| 5     | Samuel Umtiti     | Defensa          | 24               | 25               | 3                | Barcelona             |
| 6     | Paul Pogba        | Centrocampista   | 25               | 60               | 10               | Manchester United     |
| 7     | Antoine Griezmann | Delantero        | 27               | 61               | 24               | Atlético de Madrid    |
| 8     | Thomas Lemar      | Delantero        | 22               | 13               | 3                | Mónaco                |
| 9     | Olivier Giroud    | Delantero        | 31               | 81               | 31               | Chelsea               |
| 10    | Kylian Mbappé     | Delantero        | 19               | 22               | 8                | Paris Saint-Germain   |
| 11    | Ousmane Dembélé   | Delantero        | 21               | 16               | 2                | Barcelona             |
| 12    | Corentin Tolisso  | Centrocampista   | 23               | 14               | 0                | Bayern Múnich         |
| 13    | N'Golo Kanté      | Centrocampista   | 27               | 31               | 1                | Chelsea               |
| 14    | Blaise Matuidi    | Centrocampista   | 31               | 72               | 9                | Juventus              |
| 15    | Steven N'Zonzi    | Centrocampista   | 29               | 9                | 0                | Sevilla               |
| 16    | Steve Mandanda    | Portero          | 33               | 28               | 0                | Olympique de Marsella |
| 17    | Adil Rami         | Defensa          | 32               | 35               | 1                | Olympique de Marsella |
| 18    | Nabil Fekir       | Delantero        | 24               | 18               | 2                | Olympique de Lyon     |
| 19    | Djibril Sidibé    | Defensa          | 25               | 18               | 1                | Mónaco                |
| 20    | Florian Thauvin   | Delantero        | 25               | 5                | 0                | Olympique de Marsella |
| 21    | Lucas Hernández   | Defensa          | 22               | 12               | 0                | Atlético de Madrid    |
| 22    | Benjamin Mendy    | Defensa          | 23               | 8                | 0                | Manchester City       |
| 23    | Alphonse Areola   | Portero          | 25               | 0                | 0                | Paris Saint-Germain   |
| D. T. | Didier Deschamps  | Didier Deschamps | Didier Deschamps | Didier Deschamps | Didier Deschamps | Didier Deschamps      |

#### Perú
| #     | Nombre              | Posición       | Edad           | PJ Sel         | G              | Club                |
| ----- | ------------------- | -------------- | -------------- | -------------- | -------------- | ------------------- |
| 1     | Pedro Gallese       | Portero        | 28             | 42             | 0              | Veracruz            |
| 2     | Alberto Rodríguez   | Defensa        | 34             | 75             | 0              | Junior              |
| 3     | Aldo Corzo          | Defensa        | 29             | 24             | 0              | Universitario       |
| 4     | Anderson Santamaría | Defensa        | 26             | 8              | 0              | Puebla              |
| 5     | Miguel Araujo       | Defensa        | 23             | 8              | 0              | Alianza Lima        |
| 6     | Miguel Trauco       | Defensa        | 25             | 29             | 0              | Flamengo            |
| 7     | Paolo Hurtado       | Centrocampista | 27             | 34             | 3              | Vitória Guimarães   |
| 8     | Christian Cueva     | Centrocampista | 26             | 48             | 8              | São Paulo           |
| 9     | Paolo Guerrero      | Delantero      | 34             | 92             | 36             | Flamengo            |
| 10    | Jefferson Farfán    | Delantero      | 33             | 86             | 25             | Lokomotiv Moscú     |
| 11    | Raúl Ruidíaz        | Delantero      | 27             | 32             | 4              | Monarcas Morelia    |
| 12    | Carlos Cáceda       | Portero        | 26             | 6              | 0              | Deportivo Municipal |
| 13    | Renato Tapia        | Centrocampista | 22             | 33             | 3              | Feyenoord           |
| 14    | Andy Polo           | Centrocampista | 23             | 17             | 1              | Portland Timbers    |
| 15    | Christian Ramos     | Defensa        | 29             | 73             | 3              | Veracruz            |
| 16    | Wilder Cartagena    | Centrocampista | 23             | 4              | 0              | Veracruz            |
| 17    | Luis Advíncula      | Defensa        | 28             | 68             | 0              | Lobos BUAP          |
| 18    | André Carrillo      | Delantero      | 27             | 49             | 6              | Watford             |
| 19    | Yoshimar Yotún      | Centrocampista | 28             | 76             | 2              | Orlando City        |
| 20    | Edison Flores       | Delantero      | 24             | 32             | 9              | Aalborg             |
| 21    | José Carvallo       | Portero        | 32             | 6              | 0              | UTC de Cajamarca    |
| 22    | Nilson Loyola       | Defensa        | 23             | 3              | 0              | Melgar              |
| 23    | Pedro Aquino        | Centrocampista | 23             | 16             | 0              | Lobos BUAP          |
| D. T. | Ricardo Gareca      | Ricardo Gareca | Ricardo Gareca | Ricardo Gareca | Ricardo Gareca | Ricardo Gareca      |

### Grupo D

#### Argentina
| #     | Nombre             | Posición       | Edad           | PJ Sel         | G              | Club                |
| ----- | ------------------ | -------------- | -------------- | -------------- | -------------- | ------------------- |
| 1     | Nahuel Guzmán      | Portero        | 32             | 6              | 0              | Tigres UANL         |
| 2     | Gabriel Mercado    | Defensa        | 31             | 23             | 4              | Sevilla             |
| 3     | Nicolás Tagliafico | Defensa        | 25             | 8              | 0              | Ajax                |
| 4     | Cristian Ansaldi   | Defensa        | 31             | 5              | 1              | Torino              |
| 5     | Lucas Biglia       | Centrocampista | 32             | 58             | 1              | Milan               |
| 6     | Federico Fazio     | Defensa        | 31             | 10             | 1              | Roma                |
| 7     | Éver Banega        | Centrocampista | 29             | 65             | 6              | Sevilla             |
| 8     | Marcos Acuña       | Defensa        | 26             | 11             | 0              | Sporting de Lisboa  |
| 9     | Gonzalo Higuaín    | Delantero      | 30             | 75             | 31             | Juventus            |
| 10    | Lionel Messi       | Delantero      | 30             | 128            | 65             | Barcelona           |
| 11    | Ángel Di María     | Centrocampista | 30             | 97             | 20             | Paris Saint-Germain |
| 12    | Franco Armani      | Portero        | 31             | 2              | 0              | River Plate         |
| 13    | Maximiliano Meza   | Centrocampista | 25             | 6              | 0              | Independiente       |
| 14    | Javier Mascherano  | Defensa        | 34             | 147            | 3              | Hebei China Fortune |
| 15    | Enzo Pérez         | Centrocampista | 32             | 26             | 1              | River Plate         |
| 16    | Marcos Rojo        | Defensa        | 28             | 59             | 3              | Manchester United   |
| 17    | Nicolás Otamendi   | Defensa        | 30             | 58             | 4              | Manchester City     |
| 18    | Eduardo Salvio     | Defensa        | 27             | 11             | 0              | Benfica             |
| 19    | Sergio Agüero      | Delantero      | 30             | 89             | 39             | Manchester City     |
| 20    | Giovani Lo Celso   | Centrocampista | 22             | 5              | 0              | Paris Saint-Germain |
| 21    | Paulo Dybala       | Delantero      | 24             | 13             | 0              | Juventus            |
| 22    | Cristian Pavón     | Centrocampista | 22             | 9              | 0              | Boca Juniors        |
| 23    | Willy Caballero    | Portero        | 36             | 5              | 0              | Chelsea             |
| D. T. | Jorge Sampaoli     | Jorge Sampaoli | Jorge Sampaoli | Jorge Sampaoli | Jorge Sampaoli | Jorge Sampaoli      |

#### Croacia
| #     | Nombre            | Posición       | Edad         | PJ Sel       | G            | Club                |
| ----- | ----------------- | -------------- | ------------ | ------------ | ------------ | ------------------- |
| 1     | Dominik Livaković | Portero        | 23           | 1            | 0            | Dinamo Zagreb       |
| 2     | Šime Vrsaljko     | Defensa        | 26           | 41           | 0            | Atlético de Madrid  |
| 3     | Ivan Strinić      | Defensa        | 30           | 49           | 0            | Sampdoria           |
| 4     | Ivan Perišić      | Delantero      | 29           | 73           | 21           | Inter de Milán      |
| 5     | Vedran Ćorluka    | Defensa        | 32           | 103          | 4            | Lokomotiv Moscú     |
| 6     | Dejan Lovren      | Defensa        | 28           | 46           | 2            | Liverpool           |
| 7     | Ivan Rakitić      | Centrocampista | 30           | 99           | 15           | Barcelona           |
| 8     | Mateo Kovačić     | Centrocampista | 24           | 46           | 1            | Real Madrid         |
| 9     | Andrej Kramarić   | Delantero      | 26           | 38           | 10           | Hoffenheim          |
| 10    | Luka Modrić       | Centrocampista | 32           | 113          | 14           | Real Madrid         |
| 11    | Marcelo Brozović  | Centrocampista | 25           | 41           | 6            | Inter de Milán      |
| 12    | Lovre Kalinić     | Portero        | 28           | 12           | 0            | Gante               |
| 13    | Tin Jedvaj        | Defensa        | 22           | 13           | 0            | Bayer Leverkusen    |
| 14    | Filip Bradarić    | Centrocampista | 26           | 5            | 0            | Rijeka              |
| 15    | Duje Ćaleta-Car   | Defensa        | 21           | 2            | 0            | Red Bull Salzburgo  |
| 16    | Nikola Kalinić    | Delantero      | 30           | 42           | 15           | Milan               |
| 17    | Mario Mandžukić   | Delantero      | 32           | 89           | 33           | Juventus            |
| 18    | Ante Rebić        | Delantero      | 24           | 22           | 2            | Eintracht Fráncfort |
| 19    | Milan Badelj      | Centrocampista | 29           | 41           | 2            | Fiorentina          |
| 20    | Marko Pjaca       | Delantero      | 23           | 19           | 1            | Schalke 04          |
| 21    | Domagoj Vida      | Defensa        | 29           | 65           | 3            | Beşiktaş            |
| 22    | Josip Pivarić     | Defensa        | 29           | 23           | 0            | Dinamo de Kiev      |
| 23    | Danijel Subašić   | Portero        | 33           | 44           | 0            | Mónaco              |
| D. T. | Zlatko Dalić      | Zlatko Dalić   | Zlatko Dalić | Zlatko Dalić | Zlatko Dalić | Zlatko Dalić        |

#### Islandia
| #     | Nombre                  | Posición            | Edad                | PJ Sel              | G                   | Club                 |
| ----- | ----------------------- | ------------------- | ------------------- | ------------------- | ------------------- | -------------------- |
| 1     | Hannes Halldórsson      | Portero             | 34                  | 52                  | 0                   | Randers              |
| 2     | Birkir Sævarsson        | Defensa             | 33                  | 82                  | 1                   | Valur                |
| 3     | Samúel Friðjónsson      | Centrocampista      | 22                  | 4                   | 1                   | Vålerenga            |
| 4     | Albert Guðmundsson      | Centrocampista      | 20                  | 6                   | 3                   | PSV Eindhoven        |
| 5     | Sverrir Ingason         | Defensa             | 24                  | 22                  | 3                   | Rostov               |
| 6     | Ragnar Sigurðsson       | Defensa             | 31                  | 80                  | 3                   | Rostov               |
| 7     | Jóhann Berg Guðmundsson | Centrocampista      | 27                  | 69                  | 7                   | Burnley              |
| 8     | Birkir Bjarnason        | Centrocampista      | 30                  | 70                  | 9                   | Aston Villa          |
| 9     | Björn Sigurðarson       | Delantero           | 27                  | 16                  | 1                   | Rostov               |
| 10    | Gylfi Sigurðsson        | Centrocampista      | 28                  | 60                  | 20                  | Everton              |
| 11    | Alfreð Finnbogason      | Delantero           | 29                  | 50                  | 14                  | Augsburgo            |
| 12    | Frederik Schram         | Portero             | 23                  | 4                   | 0                   | Roskilde             |
| 13    | Rúnar Rúnarsson         | Portero             | 23                  | 3                   | 0                   | Nordsjælland         |
| 14    | Kári Árnason            | Defensa             | 35                  | 69                  | 5                   | Aberdeen             |
| 15    | Hólmar Eyjólfsson       | Defensa             | 27                  | 10                  | 1                   | Levski Sofia         |
| 16    | Ólafur Skúlason         | Centrocampista      | 35                  | 36                  | 1                   | Kardemir Karabükspor |
| 17    | Aron Gunnarsson         | Centrocampista      | 29                  | 80                  | 2                   | Cardiff City         |
| 18    | Hörður Magnússon        | Defensa             | 25                  | 19                  | 2                   | Bristol City         |
| 19    | Rúrik Gíslason          | Centrocampista      | 30                  | 49                  | 3                   | Sandhausen           |
| 20    | Emil Hallfreðsson       | Centrocampista      | 33                  | 66                  | 1                   | Udinese              |
| 21    | Arnór Traustason        | Centrocampista      | 25                  | 20                  | 5                   | Malmö                |
| 22    | Jón Daði Böðvarsson     | Delantero           | 26                  | 39                  | 2                   | Reading              |
| 23    | Ari Freyr Skúlason      | Defensa             | 31                  | 58                  | 0                   | Lokeren              |
| D. T. | Heimir Hallgrímsson     | Heimir Hallgrímsson | Heimir Hallgrímsson | Heimir Hallgrímsson | Heimir Hallgrímsson | Heimir Hallgrímsson  |

#### Nigeria
| #     | Nombre               | Posición       | Edad        | PJ Sel      | G           | Club                |
| ----- | -------------------- | -------------- | ----------- | ----------- | ----------- | ------------------- |
| 1     | Ikechukwu Ezenwa     | Portero        | 29          | 24          | 0           | Enyimba             |
| 2     | Brian Idowu          | Defensa        | 26          | 8           | 1           | Amkar Perm          |
| 3     | Elderson Echiéjilé   | Defensa        | 30          | 59          | 2           | Círculo de Brujas   |
| 4     | Wilfred Ndidi        | Centrocampista | 21          | 20          | 0           | Leicester City      |
| 5     | William Troost-Ekong | Defensa        | 24          | 24          | 1           | Bursaspor           |
| 6     | Leon Balogun         | Defensa        | 29          | 22          | 0           | Maguncia 05         |
| 7     | Ahmed Musa           | Delantero      | 25          | 73          | 15          | CSKA Moscú          |
| 8     | Oghenekaro Etebo     | Centrocampista | 22          | 15          | 1           | Las Palmas          |
| 9     | Odion Ighalo         | Delantero      | 28          | 22          | 4           | Changchun Yatai     |
| 10    | John Obi Mikel       | Centrocampista | 31          | 85          | 6           | Tianjin Teda        |
| 11    | Victor Moses         | Delantero      | 27          | 34          | 12          | Chelsea             |
| 12    | Abdullahi Shehu      | Defensa        | 25          | 16          | 0           | Bursaspor           |
| 13    | Simeon Nwankwo       | Delantero      | 26          | 4           | 0           | Crotone             |
| 14    | Kelechi Iheanacho    | Delantero      | 22          | 20          | 8           | Leicester City      |
| 15    | Joel Obi             | Centrocampista | 27          | 17          | 0           | Torino              |
| 16    | Daniel Akpeyi        | Portero        | 32          | 6           | 0           | Chippa United       |
| 17    | Ogenyi Onazi         | Centrocampista | 25          | 50          | 1           | Trabzonspor         |
| 18    | Alex Iwobi           | Delantero      | 22          | 21          | 5           | Arsenal             |
| 19    | John Ogu             | Centrocampista | 30          | 19          | 2           | Hapoel Be'er Sheva  |
| 20    | Chidozie Awaziem     | Defensa        | 21          | 3           | 0           | Nantes              |
| 21    | Tyronne Ebuehi       | Defensa        | 22          | 8           | 0           | La Haya             |
| 22    | Kenneth Omeruo       | Defensa        | 24          | 40          | 0           | Kasımpaşa           |
| 23    | Francis Uzoho        | Portero        | 19          | 9           | 0           | Deportivo La Coruña |
| D. T. | Gernot Rohr          | Gernot Rohr    | Gernot Rohr | Gernot Rohr | Gernot Rohr | Gernot Rohr         |

### Grupo E

#### Brasil
| #     | Nombre            | Posición       | Edad | PJ Sel | G    | Club                |
| ----- | ----------------- | -------------- | ---- | ------ | ---- | ------------------- |
| 1     | Alisson Becker    | Portero        | 25   | 31     | 0    | Roma                |
| 2     | Thiago Silva      | Defensa        | 33   | 76     | 6    | Paris Saint-Germain |
| 3     | João Miranda      | Defensa        | 33   | 52     | 2    | Inter de Milán      |
| 4     | Pedro Geromel     | Defensa        | 32   | 2      | 0    | Grêmio              |
| 5     | Casemiro          | Centrocampista | 26   | 28     | 0    | Real Madrid         |
| 6     | Filipe Luís       | Defensa        | 32   | 35     | 2    | Atlético de Madrid  |
| 7     | Douglas Costa     | Delantero      | 27   | 27     | 3    | Juventus            |
| 8     | Renato Augusto    | Centrocampista | 30   | 31     | 6    | Beijing Guoan       |
| 9     | Gabriel Jesus     | Delantero      | 21   | 22     | 10   | Manchester City     |
| 10    | Neymar            | Delantero      | 26   | 90     | 57   | Paris Saint-Germain |
| 11    | Philippe Coutinho | Centrocampista | 26   | 41     | 12   | Barcelona           |
| 12    | Marcelo           | Defensa        | 30   | 59     | 6    | Real Madrid         |
| 13    | Marquinhos        | Defensa        | 24   | 27     | 0    | Paris Saint-Germain |
| 14    | Danilo            | Defensa        | 26   | 19     | 0    | Manchester City     |
| 15    | Paulinho          | Centrocampista | 29   | 55     | 13   | Barcelona           |
| 16    | Cássio Ramos      | Portero        | 31   | 1      | 0    | Corinthians         |
| 17    | Fernandinho       | Centrocampista | 33   | 49     | 2    | Manchester City     |
| 18    | Fred              | Centrocampista | 25   | 8      | 0    | Shajtar Donetsk     |
| 19    | Willian           | Centrocampista | 29   | 62     | 8    | Chelsea             |
| 20    | Roberto Firmino   | Delantero      | 26   | 25     | 7    | Liverpool           |
| 21    | Taison            | Delantero      | 30   | 8      | 1    | Shajtar Donetsk     |
| 22    | Fagner            | Defensa        | 29   | 8      | 0    | Corinthians         |
| 23    | Ederson           | Portero        | 24   | 1      | 0    | Manchester City     |
| D. T. | Tite              | Tite           | Tite | Tite   | Tite | Tite                |

#### Costa Rica
| #     | Nombre             | Posición       | Edad          | PJ Sel        | G             | Club                |
| ----- | ------------------ | -------------- | ------------- | ------------- | ------------- | ------------------- |
| 1     | Keylor Navas       | Portero        | 31            | 84            | 0             | Real Madrid         |
| 2     | Johnny Acosta      | Defensa        | 34            | 69            | 2             | Águilas Doradas     |
| 3     | Giancarlo González | Defensa        | 30            | 71            | 2             | Bologna             |
| 4     | Ian Smith          | Defensa        | 20            | 5             | 0             | IFK Norrköping      |
| 5     | Celso Borges       | Centrocampista | 30            | 114           | 18            | Deportivo La Coruña |
| 6     | Óscar Duarte       | Defensa        | 29            | 38            | 2             | Español             |
| 7     | Christian Bolaños  | Centrocampista | 34            | 84            | 7             | Deportivo Saprissa  |
| 8     | Bryan Oviedo       | Defensa        | 28            | 44            | 1             | Sunderland          |
| 9     | Daniel Colindres   | Centrocampista | 33            | 13            | 0             | Deportivo Saprissa  |
| 10    | Bryan Ruiz         | Centrocampista | 32            | 112           | 24            | Sporting de Lisboa  |
| 11    | Johan Venegas      | Delantero      | 29            | 49            | 10            | Deportivo Saprissa  |
| 12    | Joel Campbell      | Delantero      | 25            | 79            | 15            | Real Betis          |
| 13    | Rodney Wallace     | Centrocampista | 29            | 29            | 4             | New York City       |
| 14    | Randall Azofeifa   | Centrocampista | 33            | 60            | 3             | Herediano           |
| 15    | Francisco Calvo    | Defensa        | 25            | 38            | 4             | Minnesota United    |
| 16    | Cristian Gamboa    | Defensa        | 28            | 71            | 3             | Celtic              |
| 17    | Yeltsin Tejeda     | Centrocampista | 26            | 50            | 0             | Lausanne-Sport      |
| 18    | Patrick Pemberton  | Portero        | 36            | 39            | 0             | Alajuelense         |
| 19    | Kendall Waston     | Defensa        | 30            | 26            | 3             | Vancouver Whitecaps |
| 20    | David Guzmán       | Centrocampista | 28            | 48            | 0             | Portland Timbers    |
| 21    | Marco Ureña        | Delantero      | 28            | 64            | 14            | Los Angeles         |
| 22    | Kenner Gutiérrez   | Defensa        | 29            | 9             | 0             | Alajuelense         |
| 23    | Leonel Moreira     | Portero        | 28            | 9             | 0             | Herediano           |
| D. T. | Óscar Ramírez      | Óscar Ramírez  | Óscar Ramírez | Óscar Ramírez | Óscar Ramírez | Óscar Ramírez       |

#### Serbia
| #     | Nombre                  | Posición        | Edad            | PJ Sel          | G               | Club                     |
| ----- | ----------------------- | --------------- | --------------- | --------------- | --------------- | ------------------------ |
| 1     | Vladimir Stojković      | Portero         | 34              | 84              | 0               | Partizán Belgrado        |
| 2     | Antonio Rukavina        | Defensa         | 34              | 49              | 0               | Villarreal               |
| 3     | Duško Tošić             | Defensa         | 33              | 26              | 1               | Beşiktaş                 |
| 4     | Luka Milivojević        | Centrocampista  | 27              | 30              | 1               | Crystal Palace           |
| 5     | Uroš Spajić             | Defensa         | 25              | 5               | 0               | Anderlecht               |
| 6     | Branislav Ivanović      | Defensa         | 34              | 105             | 13              | Zenit de San Petersburgo |
| 7     | Andrija Živković        | Centrocampista  | 21              | 11              | 0               | Benfica                  |
| 8     | Aleksandar Prijović     | Delantero       | 28              | 10              | 1               | PAOK Salónica            |
| 9     | Aleksandar Mitrović     | Delantero       | 23              | 41              | 17              | Fulham                   |
| 10    | Dušan Tadić             | Centrocampista  | 29              | 56              | 12              | Southampton              |
| 11    | Aleksandar Kolarov      | Defensa         | 32              | 79              | 11              | Roma                     |
| 12    | Predrag Rajković        | Portero         | 22              | 8               | 0               | Maccabi Tel Aviv         |
| 13    | Miloš Veljković         | Defensa         | 22              | 3               | 0               | Werder Bremen            |
| 14    | Milan Rodić             | Defensa         | 27              | 1               | 0               | Estrella Roja            |
| 15    | Nikola Milenković       | Defensa         | 20              | 6               | 0               | Fiorentina               |
| 16    | Marko Grujić            | Centrocampista  | 22              | 7               | 0               | Cardiff City             |
| 17    | Filip Kostić            | Centrocampista  | 25              | 26              | 2               | Hamburgo                 |
| 18    | Nemanja Radonjić        | Delantero       | 22              | 5               | 0               | Estrella Roja            |
| 19    | Luka Jović              | Delantero       | 20              | 2               | 0               | Eintracht Fráncfort      |
| 20    | Sergej Milinković-Savić | Centrocampista  | 23              | 7               | 0               | Lazio                    |
| 21    | Nemanja Matić           | Centrocampista  | 29              | 43              | 2               | Manchester United        |
| 22    | Adem Ljajić             | Centrocampista  | 26              | 33              | 6               | Torino                   |
| 23    | Marko Dmitrović         | Portero         | 26              | 2               | 0               | Eibar                    |
| D. T. | Mladen Krstajić         | Mladen Krstajić | Mladen Krstajić | Mladen Krstajić | Mladen Krstajić | Mladen Krstajić          |

#### Suiza
| #     | Nombre               | Posición          | Edad              | PJ Sel            | G                 | Club                     |
| ----- | -------------------- | ----------------- | ----------------- | ----------------- | ----------------- | ------------------------ |
| 1     | Yann Sommer          | Portero           | 29                | 39                | 0                 | Borussia Mönchengladbach |
| 2     | Stephan Lichtsteiner | Defensa           | 34                | 103               | 8                 | Juventus                 |
| 3     | François Moubandje   | Defensa           | 27                | 18                | 0                 | Toulouse                 |
| 4     | Nico Elvedi          | Defensa           | 21                | 6                 | 0                 | Borussia Mönchengladbach |
| 5     | Manuel Akanji        | Defensa           | 22                | 11                | 0                 | Borussia Dortmund        |
| 6     | Michael Lang         | Defensa           | 27                | 27                | 2                 | Basilea                  |
| 7     | Breel Embolo         | Delantero         | 21                | 29                | 3                 | Schalke 04               |
| 8     | Remo Freuler         | Centrocampista    | 26                | 10                | 0                 | Atalanta                 |
| 9     | Haris Seferović      | Delantero         | 26                | 54                | 12                | Benfica                  |
| 10    | Granit Xhaka         | Centrocampista    | 25                | 66                | 10                | Arsenal                  |
| 11    | Valon Behrami        | Centrocampista    | 33                | 83                | 2                 | Udinese                  |
| 12    | Yvon Mvogo           | Portero           | 24                | 0                 | 0                 | RB Leipzig               |
| 13    | Ricardo Rodríguez    | Defensa           | 25                | 57                | 5                 | Milan                    |
| 14    | Steven Zuber         | Centrocampista    | 26                | 15                | 4                 | Hoffenheim               |
| 15    | Blerim Džemaili      | Centrocampista    | 32                | 69                | 11                | Bologna                  |
| 16    | Gelson Fernandes     | Centrocampista    | 31                | 67                | 2                 | Eintracht Fráncfort      |
| 17    | Denis Zakaria        | Centrocampista    | 21                | 12                | 0                 | Borussia Mönchengladbach |
| 18    | Mario Gavranović     | Delantero         | 28                | 16                | 5                 | Dinamo Zagreb            |
| 19    | Josip Drmić          | Delantero         | 25                | 32                | 10                | Borussia Mönchengladbach |
| 20    | Johan Djourou        | Defensa           | 31                | 75                | 2                 | Antalyaspor              |
| 21    | Roman Bürki          | Portero           | 27                | 9                 | 0                 | Borussia Dortmund        |
| 22    | Fabian Schär         | Defensa           | 26                | 42                | 7                 | Deportivo La Coruña      |
| 23    | Xherdan Shaqiri      | Centrocampista    | 26                | 74                | 21                | Stoke City               |
| D. T. | Vladimir Petković    | Vladimir Petković | Vladimir Petković | Vladimir Petković | Vladimir Petković | Vladimir Petković        |

### Grupo F

#### Alemania
| #     | Nombre                | Posición       | Edad        | PJ Sel      | G           | Club                     |
| ----- | --------------------- | -------------- | ----------- | ----------- | ----------- | ------------------------ |
| 1     | Manuel Neuer          | Portero        | 32          | 79          | 0           | Bayern Múnich            |
| 2     | Marvin Plattenhardt   | Defensa        | 26          | 7           | 0           | Hertha Berlín            |
| 3     | Jonas Hector          | Defensa        | 28          | 40          | 3           | Colonia                  |
| 4     | Matthias Ginter       | Defensa        | 24          | 18          | 0           | Borussia Mönchengladbach |
| 5     | Mats Hummels          | Defensa        | 29          | 66          | 5           | Bayern Múnich            |
| 6     | Sami Khedira          | Centrocampista | 31          | 77          | 7           | Juventus                 |
| 7     | Julian Draxler        | Centrocampista | 24          | 46          | 6           | Paris Saint-Germain      |
| 8     | Toni Kroos            | Centrocampista | 28          | 86          | 13          | Real Madrid              |
| 9     | Timo Werner           | Delantero      | 22          | 17          | 8           | RB Leipzig               |
| 10    | Mesut Özil            | Centrocampista | 29          | 92          | 23          | Arsenal                  |
| 11    | Marco Reus            | Delantero      | 29          | 34          | 10          | Borussia Dortmund        |
| 12    | Kevin Trapp           | Portero        | 27          | 3           | 0           | Paris Saint-Germain      |
| 13    | Thomas Müller         | Centrocampista | 28          | 94          | 38          | Bayern Múnich            |
| 14    | Leon Goretzka         | Centrocampista | 23          | 16          | 6           | Schalke 04               |
| 15    | Niklas Süle           | Defensa        | 22          | 12          | 0           | Bayern Múnich            |
| 16    | Antonio Rüdiger       | Defensa        | 25          | 25          | 1           | Chelsea                  |
| 17    | Jérôme Boateng        | Defensa        | 29          | 73          | 1           | Bayern Múnich            |
| 18    | Joshua Kimmich        | Defensa        | 23          | 32          | 3           | Bayern Múnich            |
| 19    | Sebastian Rudy        | Centrocampista | 28          | 26          | 1           | Bayern Múnich            |
| 20    | Julian Brandt         | Centrocampista | 22          | 19          | 1           | Bayer Leverkusen         |
| 21    | İlkay Gündoğan        | Centrocampista | 27          | 27          | 4           | Manchester City          |
| 22    | Marc-André ter Stegen | Portero        | 26          | 20          | 0           | Barcelona                |
| 23    | Mario Gómez           | Delantero      | 32          | 78          | 31          | Stuttgart                |
| D. T. | Joachim Löw           | Joachim Löw    | Joachim Löw | Joachim Löw | Joachim Löw | Joachim Löw              |

#### Corea del Sur
| #     | Nombre          | Posición       | Edad          | PJ Sel        | G             | Club                   |
| ----- | --------------- | -------------- | ------------- | ------------- | ------------- | ---------------------- |
| 1     | Kim Seung-gyu   | Portero        | 27            | 33            | 0             | Vissel Kobe            |
| 2     | Lee Yong        | Defensa        | 31            | 31            | 0             | Jeonbuk Hyundai Motors |
| 3     | Jung Seung-hyun | Defensa        | 24            | 6             | 0             | Sagan Tosu             |
| 4     | Oh Ban-suk      | Defensa        | 30            | 2             | 0             | Jeju United            |
| 5     | Yun Young-sun   | Defensa        | 29            | 7             | 0             | Seongnam               |
| 6     | Park Joo-ho     | Defensa        | 31            | 37            | 0             | Ulsan Hyundai          |
| 7     | Son Heung-min   | Delantero      | 25            | 70            | 23            | Tottenham Hotspur      |
| 8     | Ju Se-jong      | Centrocampista | 27            | 12            | 1             | Ansan Mugunghwa        |
| 9     | Kim Shin-wook   | Delantero      | 30            | 51            | 10            | Jeonbuk Hyundai Motors |
| 10    | Lee Seung-woo   | Centrocampista | 20            | 6             | 0             | Hellas Verona          |
| 11    | Hwang Hee-chan  | Delantero      | 22            | 17            | 2             | Red Bull Salzburgo     |
| 12    | Kim Min-woo     | Defensa        | 28            | 22            | 1             | Sangju Sangmu          |
| 13    | Koo Ja-cheol    | Centrocampista | 29            | 70            | 19            | Augsburgo              |
| 14    | Hong Chul       | Defensa        | 27            | 16            | 0             | Sangju Sangmu          |
| 15    | Jung Woo-young  | Centrocampista | 28            | 32            | 1             | Vissel Kobe            |
| 16    | Ki Sung-yueng   | Centrocampista | 29            | 104           | 10            | Swansea City           |
| 17    | Lee Jae-sung    | Centrocampista | 25            | 38            | 6             | Jeonbuk Hyundai Motors |
| 18    | Moon Seon-min   | Centrocampista | 26            | 5             | 1             | Incheon United         |
| 19    | Kim Young-gwon  | Defensa        | 28            | 56            | 3             | Guangzhou Evergrande   |
| 20    | Jang Hyun-soo   | Defensa        | 26            | 54            | 3             | Tokyo                  |
| 21    | Kim Jin-hyeon   | Portero        | 30            | 15            | 0             | Cerezo Osaka           |
| 22    | Go Yo-han       | Defensa        | 30            | 20            | 0             | Seoul                  |
| 23    | Jo Hyeon-woo    | Portero        | 26            | 9             | 0             | Daegu                  |
| D. T. | Shin Tae-yong   | Shin Tae-yong  | Shin Tae-yong | Shin Tae-yong | Shin Tae-yong | Shin Tae-yong          |

#### México
| #     | Nombre               | Posición           | Edad               | PJ Sel             | G                  | Club                |
| ----- | -------------------- | ------------------ | ------------------ | ------------------ | ------------------ | ------------------- |
| 1     | José de Jesús Corona | Portero            | 37                 | 54                 | 0                  | Cruz Azul           |
| 2     | Hugo Ayala           | Defensa            | 31                 | 45                 | 1                  | Tigres UANL         |
| 3     | Carlos Salcedo       | Defensa            | 24                 | 25                 | 0                  | Eintracht Fráncfort |
| 4     | Rafael Márquez       | Defensa            | 39                 | 148                | 15                 | Atlas               |
| 5     | Érick Gutiérrez      | Centrocampista     | 22                 | 8                  | 0                  | Pachuca             |
| 6     | Jonathan dos Santos  | Centrocampista     | 28                 | 38                 | 0                  | Los Angeles Galaxy  |
| 7     | Miguel Layún         | Centrocampista     | 29                 | 68                 | 6                  | Sevilla             |
| 8     | Marco Fabián         | Delantero          | 28                 | 40                 | 9                  | Eintracht Fráncfort |
| 9     | Raúl Jiménez         | Delantero          | 27                 | 65                 | 14                 | Benfica             |
| 10    | Giovani dos Santos   | Centrocampista     | 29                 | 106                | 19                 | Los Angeles Galaxy  |
| 11    | Carlos Vela          | Delantero          | 29                 | 72                 | 19                 | Los Angeles         |
| 12    | Alfredo Talavera     | Portero            | 35                 | 68                 | 0                  | Toluca              |
| 13    | Guillermo Ochoa      | Portero            | 32                 | 98                 | 0                  | Standard Lieja      |
| 14    | Javier Hernández     | Delantero          | 30                 | 106                | 50                 | West Ham United     |
| 15    | Héctor Moreno        | Defensa            | 30                 | 95                 | 3                  | Real Sociedad       |
| 16    | Héctor Herrera       | Defensa            | 28                 | 70                 | 5                  | Porto               |
| 17    | Jesús Manuel Corona  | Centrocampista     | 25                 | 38                 | 7                  | Porto               |
| 18    | Andrés Guardado      | Centrocampista     | 31                 | 151                | 25                 | Real Betis          |
| 19    | Oribe Peralta        | Delantero          | 34                 | 67                 | 26                 | América             |
| 20    | Javier Aquino        | Centrocampista     | 28                 | 53                 | 0                  | Tigres UANL         |
| 21    | Edson Álvarez        | Defensa            | 20                 | 17                 | 1                  | América             |
| 22    | Hirving Lozano       | Delantero          | 22                 | 32                 | 8                  | PSV Eindhoven       |
| 23    | Jesús Gallardo       | Centrocampista     | 23                 | 27                 | 0                  | Pumas UNAM          |
| D. T. | Juan Carlos Osorio   | Juan Carlos Osorio | Juan Carlos Osorio | Juan Carlos Osorio | Juan Carlos Osorio | Juan Carlos Osorio  |

#### Suecia
| #     | Nombre               | Posición        | Edad            | PJ Sel          | G               | Club              |
| ----- | -------------------- | --------------- | --------------- | --------------- | --------------- | ----------------- |
| 1     | Robin Olsen          | Portero         | 28              | 23              | 0               | Copenhague        |
| 2     | Mikael Lustig        | Defensa         | 31              | 70              | 6               | Celtic            |
| 3     | Victor Lindelöf      | Defensa         | 23              | 25              | 1               | Manchester United |
| 4     | Andreas Granqvist    | Defensa         | 33              | 77              | 8               | Krasnodar         |
| 5     | Martin Olsson        | Defensa         | 30              | 45              | 5               | Swansea City      |
| 6     | Ludwig Augustinsson  | Defensa         | 24              | 20              | 1               | Werder Bremen     |
| 7     | Sebastian Larsson    | Centrocampista  | 33              | 104             | 6               | Hull City         |
| 8     | Albin Ekdal          | Centrocampista  | 28              | 39              | 0               | Hamburgo          |
| 9     | Marcus Berg          | Delantero       | 31              | 62              | 18              | Al-Ain            |
| 10    | Emil Forsberg        | Centrocampista  | 26              | 41              | 7               | RB Leipzig        |
| 11    | John Guidetti        | Delantero       | 26              | 22              | 1               | Alavés            |
| 12    | Karl-Johan Johnsson  | Portero         | 28              | 5               | 0               | Guingamp          |
| 13    | Gustav Svensson      | Centrocampista  | 31              | 16              | 0               | Seattle Sounders  |
| 14    | Filip Helander       | Defensa         | 25              | 4               | 0               | Bologna           |
| 15    | Oscar Hiljemark      | Centrocampista  | 25              | 24              | 2               | Genoa             |
| 16    | Emil Krafth          | Defensa         | 23              | 15              | 0               | Bologna           |
| 17    | Viktor Claesson      | Centrocampista  | 26              | 27              | 3               | Krasnodar         |
| 18    | Pontus Jansson       | Defensa         | 27              | 17              | 0               | Leeds United      |
| 19    | Marcus Rohdén        | Centrocampista  | 27              | 12              | 1               | Crotone           |
| 20    | Ola Toivonen         | Delantero       | 31              | 64              | 14              | Toulouse          |
| 21    | Jimmy Durmaz         | Centrocampista  | 29              | 46              | 3               | Toulouse          |
| 22    | Isaac Kiese Thelin   | Delantero       | 25              | 24              | 2               | Waasland-Beveren  |
| 23    | Kristoffer Nordfeldt | Portero         | 28              | 8               | 0               | Swansea City      |
| D. T. | Janne Andersson      | Janne Andersson | Janne Andersson | Janne Andersson | Janne Andersson | Janne Andersson   |

### Grupo G

#### Bélgica
| #     | Nombre             | Posición         | Edad             | PJ Sel           | G                | Club                     |
| ----- | ------------------ | ---------------- | ---------------- | ---------------- | ---------------- | ------------------------ |
| 1     | Thibaut Courtois   | Portero          | 26               | 65               | 0                | Chelsea                  |
| 2     | Toby Alderweireld  | Defensa          | 29               | 83               | 3                | Tottenham Hotspur        |
| 3     | Thomas Vermaelen   | Defensa          | 32               | 69               | 1                | Barcelona                |
| 4     | Vincent Kompany    | Defensa          | 32               | 82               | 4                | Manchester City          |
| 5     | Jan Vertonghen     | Defensa          | 31               | 108              | 9                | Tottenham Hotspur        |
| 6     | Axel Witsel        | Centrocampista   | 29               | 96               | 9                | Tianjin Quanjian         |
| 7     | Kevin De Bruyne    | Centrocampista   | 26               | 68               | 15               | Manchester City          |
| 8     | Marouane Fellaini  | Centrocampista   | 30               | 87               | 18               | Manchester United        |
| 9     | Romelu Lukaku      | Delantero        | 25               | 75               | 40               | Manchester United        |
| 10    | Eden Hazard        | Delantero        | 27               | 92               | 25               | Chelsea                  |
| 11    | Yannick Carrasco   | Centrocampista   | 24               | 30               | 5                | Dalian Yifang            |
| 12    | Simon Mignolet     | Portero          | 30               | 21               | 0                | Liverpool                |
| 13    | Koen Casteels      | Portero          | 25               | 0                | 0                | Wolfsburgo               |
| 14    | Dries Mertens      | Delantero        | 31               | 75               | 15               | Napoli                   |
| 15    | Thomas Meunier     | Defensa          | 26               | 30               | 6                | Paris Saint-Germain      |
| 16    | Thorgan Hazard     | Centrocampista   | 25               | 13               | 1                | Borussia Mönchengladbach |
| 17    | Youri Tielemans    | Centrocampista   | 21               | 13               | 0                | Mónaco                   |
| 18    | Adnan Januzaj      | Delantero        | 23               | 9                | 1                | Real Sociedad            |
| 19    | Mousa Dembélé      | Centrocampista   | 30               | 80               | 5                | Tottenham Hotspur        |
| 20    | Dedryck Boyata     | Defensa          | 27               | 10               | 0                | Celtic                   |
| 21    | Michy Batshuayi    | Delantero        | 24               | 19               | 8                | Borussia Dortmund        |
| 22    | Nacer Chadli       | Centrocampista   | 28               | 51               | 6                | West Bromwich Albion     |
| 23    | Leander Dendoncker | Defensa          | 23               | 6                | 0                | Anderlecht               |
| D. T. | Roberto Martínez   | Roberto Martínez | Roberto Martínez | Roberto Martínez | Roberto Martínez | Roberto Martínez         |

#### Inglaterra
| #     | Nombre                 | Posición         | Edad             | PJ Sel           | G                | Club              |
| ----- | ---------------------- | ---------------- | ---------------- | ---------------- | ---------------- | ----------------- |
| 1     | Jordan Pickford        | Portero          | 24               | 10               | 0                | Everton           |
| 2     | Kyle Walker            | Defensa          | 28               | 40               | 0                | Manchester City   |
| 3     | Danny Rose             | Defensa          | 27               | 23               | 0                | Tottenham Hotspur |
| 4     | Eric Dier              | Centrocampista   | 24               | 32               | 3                | Tottenham Hotspur |
| 5     | John Stones            | Defensa          | 24               | 33               | 2                | Manchester City   |
| 6     | Harry Maguire          | Defensa          | 25               | 12               | 1                | Leicester City    |
| 7     | Jesse Lingard          | Centrocampista   | 25               | 18               | 2                | Manchester United |
| 8     | Jordan Henderson       | Centrocampista   | 27               | 44               | 0                | Liverpool         |
| 9     | Harry Kane             | Delantero        | 24               | 30               | 19               | Tottenham Hotspur |
| 10    | Raheem Sterling        | Delantero        | 23               | 44               | 2                | Manchester City   |
| 11    | Jamie Vardy            | Delantero        | 31               | 26               | 7                | Leicester City    |
| 12    | Kieran Trippier        | Defensa          | 27               | 13               | 1                | Tottenham Hotspur |
| 13    | Jack Butland           | Portero          | 25               | 8                | 0                | Stoke City        |
| 14    | Danny Welbeck          | Delantero        | 27               | 40               | 16               | Arsenal           |
| 15    | Gary Cahill            | Defensa          | 32               | 61               | 5                | Chelsea           |
| 16    | Phil Jones             | Defensa          | 26               | 27               | 0                | Manchester United |
| 17    | Fabian Delph           | Defensa          | 28               | 15               | 0                | Manchester City   |
| 18    | Ashley Young           | Defensa          | 32               | 39               | 7                | Manchester United |
| 19    | Marcus Rashford        | Delantero        | 20               | 25               | 3                | Manchester United |
| 20    | Dele Alli              | Centrocampista   | 22               | 30               | 3                | Tottenham Hotspur |
| 21    | Ruben Loftus-Cheek     | Centrocampista   | 22               | 8                | 0                | Crystal Palace    |
| 22    | Trent Alexander-Arnold | Defensa          | 19               | 2                | 0                | Liverpool         |
| 23    | Nick Pope              | Portero          | 26               | 1                | 0                | Burnley           |
| D. T. | Gareth Southgate       | Gareth Southgate | Gareth Southgate | Gareth Southgate | Gareth Southgate | Gareth Southgate  |

#### Panamá
| #     | Nombre               | Posición           | Edad               | PJ Sel             | G                  | Club                     |
| ----- | -------------------- | ------------------ | ------------------ | ------------------ | ------------------ | ------------------------ |
| 1     | Jaime Penedo         | Portero            | 36                 | 134                | 0                  | Dinamo de Bucarest       |
| 2     | Michael Amir Murillo | Defensa            | 22                 | 24                 | 2                  | New York Red Bulls       |
| 3     | Harold Cummings      | Defensa            | 26                 | 48                 | 0                  | San Jose Earthquakes     |
| 4     | Fidel Escobar        | Defensa            | 23                 | 26                 | 1                  | New York Red Bulls       |
| 5     | Román Torres         | Defensa            | 32                 | 111                | 10                 | Seattle Sounders         |
| 6     | Gabriel Gómez        | Centrocampista     | 34                 | 145                | 11                 | Atlético Bucaramanga     |
| 7     | Blas Pérez           | Delantero          | 37                 | 119                | 43                 | Municipal                |
| 8     | Édgar Bárcenas       | Centrocampista     | 24                 | 32                 | 0                  | Cafetaleros de Tapachula |
| 9     | Gabriel Torres       | Delantero          | 29                 | 74                 | 14                 | Huachipato               |
| 10    | Ismael Díaz          | Delantero          | 21                 | 9                  | 2                  | Deportivo Fabril         |
| 11    | Armando Cooper       | Centrocampista     | 30                 | 99                 | 7                  | Universidad de Chile     |
| 12    | José Calderón        | Portero            | 32                 | 32                 | 0                  | Chorrillo                |
| 13    | Adolfo Machado       | Defensa            | 33                 | 77                 | 1                  | Houston Dynamo           |
| 14    | Valentín Pimentel    | Centrocampista     | 27                 | 23                 | 1                  | Plaza Amador             |
| 15    | Eric Davis           | Defensa            | 27                 | 40                 | 0                  | Dunajská Streda          |
| 16    | Abdiel Arroyo        | Delantero          | 24                 | 35                 | 5                  | Alajuelense              |
| 17    | Luis Ovalle          | Defensa            | 29                 | 26                 | 0                  | Olimpia                  |
| 18    | Luis Tejada          | Delantero          | 36                 | 106                | 43                 | Sport Boys               |
| 19    | Ricardo Ávila        | Centrocampista     | 21                 | 7                  | 0                  | Gante                    |
| 20    | Aníbal Godoy         | Centrocampista     | 28                 | 91                 | 1                  | San Jose Earthquakes     |
| 21    | José Luis Rodríguez  | Centrocampista     | 19                 | 5                  | 0                  | Gante                    |
| 22    | Álex Rodríguez       | Portero            | 27                 | 6                  | 0                  | San Francisco            |
| 23    | Felipe Baloy         | Defensa            | 37                 | 101                | 4                  | Municipal                |
| D. T. | Hernán Darío Gómez   | Hernán Darío Gómez | Hernán Darío Gómez | Hernán Darío Gómez | Hernán Darío Gómez | Hernán Darío Gómez       |

#### Túnez
| #     | Nombre                  | Posición       | Edad          | PJ Sel        | G             | Club               |
| ----- | ----------------------- | -------------- | ------------- | ------------- | ------------- | ------------------ |
| 1     | Farouk Ben Mustapha     | Portero        | 28            | 16            | 0             | Al-Shabab          |
| 2     | Syam Ben Youssef        | Defensa        | 29            | 44            | 1             | Kasimpasa          |
| 3     | Yohan Benalouane        | Defensa        | 31            | 5             | 0             | Leicester City     |
| 4     | Yassine Meriah          | Defensa        | 24            | 19            | 1             | Sfaxien            |
| 5     | Oussama Haddadi         | Defensa        | 26            | 9             | 1             | Dijon              |
| 6     | Rami Bedoui             | Defensa        | 28            | 11            | 3             | Étoile du Sahel    |
| 7     | Saîf-Eddine Khaoui      | Delantero      | 23            | 6             | 0             | Troyes             |
| 8     | Fakhreddine Ben Youssef | Delantero      | 26            | 42            | 6             | Al-Ettifaq         |
| 9     | Anice Badri             | Centrocampista | 27            | 13            | 3             | Espérance de Tunis |
| 10    | Wahbi Khazri            | Delantero      | 27            | 39            | 14            | Stade Rennes       |
| 11    | Dylan Bronn             | Defensa        | 22            | 7             | 1             | Gante              |
| 12    | Ali Maâloul             | Defensa        | 28            | 49            | 8             | Al-Ahly            |
| 13    | Ferjani Sassi           | Centrocampista | 26            | 44            | 4             | Al-Nassr           |
| 14    | Mohamed Amine Ben Amor  | Centrocampista | 26            | 27            | 2             | Al-Ahli            |
| 15    | Ahmed Khalil            | Delantero      | 23            | 3             | 0             | Club Africain      |
| 16    | Aymen Mathlouthi        | Portero        | 33            | 72            | 0             | Al-Batin           |
| 17    | Ellyes Skhiri           | Centrocampista | 23            | 8             | 0             | Montpellier        |
| 18    | Bassem Srarfi           | Delantero      | 20            | 6             | 0             | Niza               |
| 19    | Saber Khalifa           | Delantero      | 31            | 45            | 7             | Club Africain      |
| 20    | Ghailene Chaalali       | Delantero      | 24            | 8             | 1             | Espérance de Tunis |
| 21    | Hamdi Nagguez           | Defensa        | 25            | 19            | 5             | Zamalek            |
| 22    | Mouez Hassen            | Portero        | 23            | 4             | 0             | Châteauroux        |
| 23    | Naïm Sliti              | Delantero      | 25            | 22            | 3             | Dijon              |
| D. T. | Nabil Maâloul           | Nabil Maâloul  | Nabil Maâloul | Nabil Maâloul | Nabil Maâloul | Nabil Maâloul      |

### Grupo H

#### Colombia
| #     | Nombre                  | Posición             | Edad                 | PJ Sel               | G                    | Club                 |
| ----- | ----------------------- | -------------------- | -------------------- | -------------------- | -------------------- | -------------------- |
| 1     | David Ospina            | Portero              | 29                   | 87                   | 0                    | Arsenal              |
| 2     | Cristian Zapata         | Defensa              | 31                   | 53                   | 2                    | Milan                |
| 3     | Óscar Murillo           | Defensa              | 30                   | 14                   | 0                    | Pachuca              |
| 4     | Santiago Arias          | Defensa              | 26                   | 45                   | 0                    | PSV Eindhoven        |
| 5     | Wilmar Barrios          | Centrocampista       | 24                   | 13                   | 0                    | Boca Juniors         |
| 6     | Carlos Sánchez          | Centrocampista       | 32                   | 83                   | 0                    | Español              |
| 7     | Carlos Bacca            | Delantero            | 31                   | 48                   | 14                   | Villarreal           |
| 8     | Abel Aguilar            | Centrocampista       | 33                   | 70                   | 8                    | Deportivo Cali       |
| 9     | Radamel Falcao García   | Delantero            | 32                   | 69                   | 30                   | Mónaco               |
| 10    | James Rodríguez         | Centrocampista       | 26                   | 66                   | 21                   | Bayern Múnich        |
| 11    | Juan Guillermo Cuadrado | Centrocampista       | 30                   | 73                   | 8                    | Juventus             |
| 12    | Camilo Vargas           | Portero              | 29                   | 5                    | 0                    | Deportivo Cali       |
| 13    | Yerry Mina              | Defensa              | 23                   | 15                   | 6                    | Barcelona            |
| 14    | Luis Muriel             | Delantero            | 27                   | 20                   | 2                    | Sevilla              |
| 15    | Mateus Uribe            | Centrocampista       | 27                   | 11                   | 0                    | América              |
| 16    | Jefferson Lerma         | Centrocampista       | 23                   | 9                    | 0                    | Levante              |
| 17    | Johan Mojica            | Defensa              | 25                   | 8                    | 1                    | Girona               |
| 18    | Farid Díaz              | Defensa              | 34                   | 13                   | 0                    | Olimpia              |
| 19    | Miguel Borja            | Delantero            | 25                   | 8                    | 2                    | Palmeiras            |
| 20    | Juan Fernando Quintero  | Centrocampista       | 25                   | 19                   | 3                    | River Plate          |
| 21    | José Izquierdo          | Delantero            | 25                   | 6                    | 1                    | Brighton             |
| 22    | José Fernando Cuadrado  | Portero              | 33                   | 1                    | 0                    | Once Caldas          |
| 23    | Davinson Sánchez        | Defensa              | 22                   | 13                   | 0                    | Tottenham Hotspur    |
| D. T. | José Néstor Pékerman    | José Néstor Pékerman | José Néstor Pékerman | José Néstor Pékerman | José Néstor Pékerman | José Néstor Pékerman |

#### Japón
| #     | Nombre               | Posición       | Edad          | PJ Sel        | G             | Club                  |
| ----- | -------------------- | -------------- | ------------- | ------------- | ------------- | --------------------- |
| 1     | Eiji Kawashima       | Portero        | 35            | 88            | 0             | Metz                  |
| 2     | Naomichi Ueda        | Defensa        | 23            | 4             | 0             | Kashima Antlers       |
| 3     | Gen Shōji            | Defensa        | 25            | 15            | 1             | Kashima Antlers       |
| 4     | Keisuke Honda        | Centrocampista | 32            | 98            | 37            | Pachuca               |
| 5     | Yūto Nagatomo        | Defensa        | 31            | 109           | 3             | Galatasaray           |
| 6     | Wataru Endō          | Defensa        | 25            | 12            | 0             | Urawa Red Diamonds    |
| 7     | Gaku Shibasaki       | Centrocampista | 26            | 22            | 3             | Getafe                |
| 8     | Genki Haraguchi      | Centrocampista | 27            | 36            | 7             | Fortuna Düsseldorf    |
| 9     | Shinji Okazaki       | Delantero      | 32            | 116           | 50            | Leicester City        |
| 10    | Shinji Kagawa        | Centrocampista | 29            | 95            | 31            | Borussia Dortmund     |
| 11    | Takashi Usami        | Centrocampista | 26            | 26            | 3             | Fortuna Düsseldorf    |
| 12    | Masaaki Higashiguchi | Portero        | 32            | 5             | 0             | Gamba Osaka           |
| 13    | Yoshinori Mutō       | Delantero      | 25            | 24            | 2             | Maguncia 05           |
| 14    | Takashi Inui         | Centrocampista | 30            | 31            | 6             | Eibar                 |
| 15    | Yūya Ōsako           | Delantero      | 28            | 33            | 8             | Colonia               |
| 16    | Hotaru Yamaguchi     | Centrocampista | 27            | 45            | 2             | Cerezo Osaka          |
| 17    | Makoto Hasebe        | Centrocampista | 34            | 114           | 2             | Eintracht Fráncfort   |
| 18    | Ryōta Ōshima         | Centrocampista | 25            | 5             | 0             | Kawasaki Frontale     |
| 19    | Hiroki Sakai         | Defensa        | 28            | 47            | 0             | Olympique de Marsella |
| 20    | Tomoaki Makino       | Defensa        | 31            | 33            | 4             | Urawa Red Diamonds    |
| 21    | Gōtoku Sakai         | Defensa        | 27            | 42            | 0             | Hamburgo              |
| 22    | Maya Yoshida         | Defensa        | 29            | 86            | 10            | Southampton           |
| 23    | Kōsuke Nakamura      | Portero        | 23            | 4             | 0             | Kashiwa Reysol        |
| D. T. | Akira Nishino        | Akira Nishino  | Akira Nishino | Akira Nishino | Akira Nishino | Akira Nishino         |

#### Polonia
| #     | Nombre               | Posición       | Edad         | PJ Sel       | G            | Club                 |
| ----- | -------------------- | -------------- | ------------ | ------------ | ------------ | -------------------- |
| 1     | Wojciech Szczęsny    | Portero        | 28           | 37           | 0            | Juventus             |
| 2     | Michał Pazdan        | Defensa        | 30           | 35           | 0            | Legia Varsovia       |
| 3     | Artur Jędrzejczyk    | Defensa        | 30           | 37           | 3            | Legia Varsovia       |
| 4     | Thiago Cionek        | Defensa        | 32           | 20           | 0            | SPAL                 |
| 5     | Jan Bednarek         | Defensa        | 22           | 6            | 1            | Southampton          |
| 6     | Jacek Góralski       | Centrocampista | 25           | 7            | 0            | Ludogorets Razgrad   |
| 7     | Arkadiusz Milik      | Delantero      | 24           | 41           | 12           | Napoli               |
| 8     | Karol Linetty        | Centrocampista | 23           | 20           | 1            | Sampdoria            |
| 9     | Robert Lewandowski   | Delantero      | 29           | 98           | 55           | Bayern Múnich        |
| 10    | Grzegorz Krychowiak  | Centrocampista | 28           | 54           | 3            | West Bromwich Albion |
| 11    | Kamil Grosicki       | Centrocampista | 30           | 60           | 12           | Hull City            |
| 12    | Bartosz Białkowski   | Portero        | 30           | 1            | 0            | Ipswich Town         |
| 13    | Maciej Rybus         | Centrocampista | 28           | 53           | 2            | Lokomotiv Moscú      |
| 14    | Łukasz Teodorczyk    | Delantero      | 27           | 19           | 4            | Anderlecht           |
| 15    | Kamil Glik           | Defensa        | 30           | 60           | 4            | Mónaco               |
| 16    | Jakub Błaszczykowski | Centrocampista | 32           | 100          | 20           | Wolfsburgo           |
| 17    | Sławomir Peszko      | Centrocampista | 33           | 44           | 2            | Lechia Gdańsk        |
| 18    | Bartosz Bereszyński  | Defensa        | 25           | 11           | 0            | Sampdoria            |
| 19    | Piotr Zieliński      | Centrocampista | 24           | 36           | 5            | Napoli               |
| 20    | Łukasz Piszczek      | Defensa        | 33           | 65           | 3            | Borussia Dortmund    |
| 21    | Rafał Kurzawa        | Centrocampista | 25           | 4            | 0            | Górnik Zabrze        |
| 22    | Łukasz Fabiański     | Portero        | 33           | 46           | 0            | Swansea City         |
| 23    | Dawid Kownacki       | Delantero      | 21           | 4            | 1            | Sampdoria            |
| D. T. | Adam Nawałka         | Adam Nawałka   | Adam Nawałka | Adam Nawałka | Adam Nawałka | Adam Nawałka         |

#### Senegal
| #     | Nombre            | Posición       | Edad        | PJ Sel      | G           | Club                    |
| ----- | ----------------- | -------------- | ----------- | ----------- | ----------- | ----------------------- |
| 1     | Abdoulaye Diallo  | Portero        | 26          | 16          | 0           | Stade Rennes            |
| 2     | Adama Mbengue     | Defensa        | 24          | 3           | 0           | Caen                    |
| 3     | Kalidou Koulibaly | Defensa        | 26          | 29          | 1           | Napoli                  |
| 4     | Kara Mbodji       | Defensa        | 28          | 43          | 5           | Anderlecht              |
| 5     | Idrissa Gueye     | Centrocampista | 28          | 58          | 1           | Everton                 |
| 6     | Salif Sané        | Centrocampista | 27          | 21          | 0           | Hannover 96             |
| 7     | Moussa Sow        | Delantero      | 32          | 46          | 19          | Bursaspor               |
| 8     | Cheikhou Kouyaté  | Centrocampista | 28          | 51          | 3           | West Ham United         |
| 9     | Mame Biram Diouf  | Delantero      | 30          | 46          | 10          | Stoke City              |
| 10    | Sadio Mané        | Delantero      | 26          | 55          | 15          | Liverpool               |
| 11    | Cheikh N'Doye     | Centrocampista | 32          | 29          | 3           | Birmingham City         |
| 12    | Youssouf Sabaly   | Defensa        | 25          | 9           | 0           | Girondins de Burdeos    |
| 13    | Alfred N'Diaye    | Centrocampista | 28          | 18          | 1           | Wolverhampton Wanderers |
| 14    | Moussa Konaté     | Delantero      | 25          | 28          | 9           | Amiens                  |
| 15    | Diafra Sakho      | Delantero      | 28          | 12          | 3           | Stade Rennes            |
| 16    | Khadim Ndiaye     | Portero        | 33          | 45          | 0           | Horoya                  |
| 17    | Badou Ndiaye      | Centrocampista | 27          | 17          | 1           | Stoke City              |
| 18    | Ismaïla Sarr      | Delantero      | 20          | 16          | 3           | Stade Rennes            |
| 19    | M'Baye Niang      | Delantero      | 23          | 11          | 1           | Torino                  |
| 20    | Keita Baldé       | Delantero      | 23          | 19          | 3           | Mónaco                  |
| 21    | Lamine Gassama    | Defensa        | 28          | 40          | 0           | Alanyaspor              |
| 22    | Moussa Wagué      | Defensa        | 19          | 10          | 1           | Eupen                   |
| 23    | Alfred Gomis      | Portero        | 24          | 5           | 0           | SPAL                    |
| D. T. | Aliou Cissé       | Aliou Cissé    | Aliou Cissé | Aliou Cissé | Aliou Cissé | Aliou Cissé             |